# Военно-воздушные силы (фильм)
«Военно-воздушные силы» (англ. Air Force) — кинофильм режиссёра Говарда Хоукса, вышедший на экраны в 1943 году. Лента получила премию «Оскар» за лучший монтаж (Джордж Эйми), а также номинировалась в категориях «лучший оригинальный сценарий» (Дадли Николс), «лучшая операторская работа в чёрно-белом фильме» (Джеймс Вонг Хоу, Элмер Дайер, Чарльз Маршалл), «лучшие специальные эффекты» (Ханс Коненкамп, Рекс Уимпи, Натан Левинсон).

## Сюжет
Фильм рассказывает о боевом пути американского бомбардировщика B-17 «Летающая крепость», получившего от экипажа прозвище «Мэри-Энн». 6 декабря 1941 года «Мэри-Энн» в составе эскадрильи из девяти самолётов отправляется на новое место службы — Гавайские острова. Подлетев к месту назначения на следующее утро, лётчики обнаруживают, что японцы совершили нападение на базу в Пёрл-Харборе и их страна находится в состоянии войны. С трудом посадив бомбардировщик на разбитом аэродроме, экипаж получает новый приказ: немедленно отправляться на Филиппины, где острая нехватка авиации. Позабыв об отдыхе, бойцы отправляются в очередной долгий перелёт.

## В ролях
- Джон Риджли — капитан Куинкэннон, командир экипажа
- Гиг Янг — лейтенант Уильям Уильямс, второй пилот
- Артур Кеннеди — лейтенант Томас Макмартин, бомбардир
- Чарльз Дрейк — лейтенант Монк Хаузер, навигатор
- Гарри Кэри — сержант Роберт Уайт, главный механик
- Джордж Тобиас — капрал Вайнберг, помощник механика
- Джон Гарфилд — сержант Джо Виноцки, стрелок
- Джеймс Браун — лейтенант Текс Рейдер, пилот истребителя
- Уорд Вуд — капрал Питерсон, радист
- Рэй Монтгомери — рядовой Честер, помощник радиста
- Стэнли Риджес — майор Мэллори
- Эдвард Брофи — сержант Каллахан
- Морони Олсен — полковник Блейк, командир в Маниле
- Джеймс Флавин — майор А.М. Бэгли
- Ричард Лейн — майор В. Г. Робертс

## Критика
После премьеры фильма последовали восторженные отзывы критиков. Фильм поднял некоторые эмоциональные проблемы, которые лежали в основе психики американской общественности в то время, включая недоверие к американцам японского происхождения. Назвав его одним из «Десяти лучших фильмов 1943 года», Босли Кроутер из «The New York Times» охарактеризовал фильм как «... непрерывно увлекательный, часто захватывающий и иногда возвышающий ...». Если смотреть с современной точки зрения, эмоциональные аспекты фильма кажутся несоразмерными, и, хотя он был ошибочно отвергнут как часть пропаганды военного времени, он по-прежнему представляет собой классический военный фильм, который можно считать историческим документом. На момент выхода на экраны «Воздушные силы» был одним из трех фильмов с наибольшим коммерческим доходом в 1943 году. 

### Кассовые сборы
Согласно отчетам Warner Bros., фильм заработал 2 616 000 долларов на внутреннем рынке и 1 513 000 долларов на международном рынке. 